# Локоть (Локтівський район)
Ло́коть (рос. Локоть) — село у складі Локтівського району Алтайського краю, Росія. Адміністративний центр та єдиний населений пункт Локтівської сільської ради.

## Населення
Населення — 1193 особи (2010; 1461 у 2002).
Національний склад (станом на 2002 рік):
- росіяни — 92 %